# Campionat de Zúric 2001
L'edició del 2001 fou la 86a del Campionat de Zuric. La cursa es disputà el 26 d'agost de 2001, amb final a Zúric, i amb un recorregut de 248,4 quilòmetres. El vencedor final fou l'italià Paolo Bettini, que s'imposà per davant de Jan Ullrich i Fernando Escartín.
Va ser la vuitena cursa de la Copa del Món de ciclisme de 2001.

## Classificació final
|    | Ciclista             | Equip                   | Temps      |
| -- | -------------------- | ----------------------- | ---------- |
| 1  | Paolo Bettini        | Mapei-Quick Step        | 6h 17' 48" |
| 2  | Jan Ullrich          | Team Deutsche Telekom   | m. t.      |
| 3  | Fernando Escartín    | Team Coast              | m. t.      |
| 4  | Francesco Casagrande | Fassa Bortolo           | m. t.      |
| 5  | Erik Dekker          | Rabobank                | + 21"      |
| 6  | Cristian Moreni      | Mercatone Uno-Stream TV | m. t.      |
| 7  | Marco Serpellini     | Lampre-Daikin           | + 1'04"    |
| 8  | Niki Aebersold       | Team Coast              | + 1'09"    |
| 9  | Mario Aerts          | Lotto-Adecco            | + 1'12"    |
| 10 | George Hincapie      | US Postal               | + 1'20"    |